# Fingerpoke of Doom
Le Fingerpoke of Doom (que l'on pourrait traduire par « la pichenette de l'Apocalypse ») est le surnom donné à une storyline du catch américain qui se déroula le 4 janvier 1999 à WCW Monday Nitro, le programme télévisé phare de la World Championship Wrestling. L'évènement prit place au Georgia Dome d'Atlanta, Géorgie. Cet évènement est considéré par certains comme l'une des émissions-pivot qui menèrent à la chute de la WCW lors des Monday Night Wars.

## Contexte
Dans cette storyline, le champion WCW Kevin Nash devait affronter Goldberg dans une revanche pour le WCW World Heavyweight Championship. Goldberg était auparavant invaincu jusqu'à ce que Nash, grâce à une interférence de Scott Hall, ne le batte pour le titre à Starrcade, huit jours avant le Nitro du 4 janvier. Ne se déclarant ni au courant, ni content de cette interférence de Hall, Nash vient à Nitro le jour suivant Starrcade, et dit à Goldberg qu'il aurait une revanche la semaine suivante. Cependant Goldberg est (kayfabe) arrêté au milieu du show et accusé de harcèlement caractérisé par Miss Elizabeth (il devait à l'origine être accusé de viol mais refusa cet angle),. Il est plus tard libéré lorsqu'on s'aperçoit qu'Elizabeth ne peut raconter une histoire cohérente.
Pendant ce temps, Hollywood Hogan, qui avait « pris sa retraite » deux mois auparavant, se montre pour la première fois depuis sa retraite, peu après l'arrestation de Goldberg. Nash l'interrompt alors pour dire qu'il promet à tout le monde un match pour le titre et offre un match à Hogan, puisque Goldberg ne peut pas l'affronter. Hogan accepte, même s'il n'a sur lui que des habits de tous les jours.
Hogan et Nash s'étaient affrontés pendant longtemps avant cela : Hogan était le leader de la faction heel nWo Hollywood (en noir et blanc) alors que Nash était le chef de la faction face nWo Wolfpac (en rouge et noir). Un match entre les deux leaders des factions rivales de la nWo intéressa beaucoup les fans, puisque le segment fit les plus grosses audiences depuis des semaines.
Pendant que Nash faisait son entrée, son partenaire d'équipe, Scott Hall, entra aussi avec un T-Shirt de Wolfpac et réunit The Outsiders du même coup.

## Match
Le match commença avec les deux hommes se tournant autour. Nash essaya d'intimider Hogan en le poussant fort dans le coin. En réponse, Hogan fit une pichenette sur la poitrine de Nash, et Nash tomba très fort sur le dos par terre (dans le livre The Death of WCW, RD Reynolds et Bryan Alvarez écrivent que Nash est tombé « comme s'il avait reçu un boulet de canon dans la poitrine »),. Hogan fit alors le tombé et fut déclaré le nouveau champion WCW World Heavyweight. Après cela, Scott Hall (qui accompagnait Nash) et Scott Steiner (qui accompagnait Hogan) montèrent sur le ring et fêtèrent la victoire avec Nash et Hogan pour réunir la nWo,. Goldberg entra dans le bâtiment, courant vers le ring pour attaquer la nWo, mais Lex Luger, membre de la nWo Wolfpac, lui sauta dessus, et les autres membres du groupe le frappèrent. Alors que l'émission se terminait, la nWo menotta Goldberg aux cordes, lui infligèrent plusieurs chocs de taser et peignirent sur son dos les lettres « nWo ».

## L'incident Mankind
En face de Nitro cette nuit-là il y avait WWF Raw is War, émission dans laquelle Mick Foley (Mankind) gagna le WWF Championship contre The Rock. Comme était leur habitude, la WWF avait enregistré cette édition de Raw six jours avant la diffusion. Plus tôt dans la soirée, sachant ce qui allait se passer, la WCW révéla les résultats du show enregistré de la WWF dans leur émission. Sur les ordres de Eric Bischoff, le commentateur de la WCW Tony Schiavone révéla les résultats du match avant qu'il ne soit diffusé, en disant « Nous savons que Mick Foley, qui catcha ici une fois sous les traits de Cactus Jack, va gagner leur titre de champion du monde » et ajouta d'un ton sarcastique « Eh, ça va mettre pas mal de fesses sur leurs sièges » (« Ugh, that's gonna put some butts in the seats »). En quelques minutes, l'Echelle de Nielsen montra que plusieurs centaines de milliers de téléspectateurs changèrent de chaîne de Nitro sur TNT à Raw sur USA Network, pour la plupart parce qu'ils voulaient voir un vrai match de championnat où la ceinture changeait de mains et/ou une victoire de Foley, qui était de plus en plus populaire. Après que Mankind ait gagné ce titre, beaucoup de fans revinrent sur Nitro (pour les cinq dernières minutes de diffusion qu'il restait), suggérant que la WCW avait une émission que les fans voulaient voir, et aurait pu ressortir victorieux cette nuit s'ils n'avaient pas donné le résultat du main-event de Raw. Les cotes d'écoute finales de la nuit furent 5.7 pour Raw et 5.0 pour Nitro. Pendant l'année qui suivit l'incident, des fans de la WWF apportaient des cartons disant « Mick Foley a mis mes fesses dans ce siège » (« Mick Foley put my ass in this seat »).

## Impact
Après cet épisode, les cotes d'écoute de l'émission de la WCW descendirent régulièrement, atteignant seulement un 5.0 ou plus deux fois seulement (notamment un 5.7 le 8 février 1999 parce que Raw n'était pas diffusé ce soir-là). Rétrospectivement, plusieurs observateurs à l'intérieur et à l'extérieur du monde du catch notèrent que cet angle fit fuir beaucoup de fans pour plusieurs raisons,.
Premièrement, cela dévalua le WCW World Heavyweight Championship en faisant que Nash se couche et le donne à Hogan sans efforts ; les futurs règnes des non-catcheurs comme l'acteur David Arquette et le scénariste principal de la WCW Vince Russo confirmèrent plus tard cette chute du prestige du titre. 
Pendant ce temps, résultant de cette fin abrupte et facile à des mois de storylines entre les deux camps très divisés de la nWo en simplement les faisant se réunir, la hiérarchie de la nWo devint sur-développée. Il y eut alors un groupe d'« élite » portant les couleurs noires et rouges de la Wolfpac, et un groupe surnommé ironiquement l'« équipe B » de catcheurs de midcard qui portaient les couleurs noires et blanches de la plus en plus impopulaire nWo Hollywood. Scott Steiner et Buff Bagwell rejoignirent l'« élite Wolfpac » pendant que Konnan fut jeté hors du groupe. Sting, un ancien membre de la vraie Wolfpac, était en hiatus pendant la réunion de la nWo et ne rejoint pas l'équipe « élite » lors de son retour. Pendant les mois qui suivirent, des défections et des blessures transformèrent le super-groupe, du haut de l'élite au bas de l'équipe B. Bret Hart, Scott Steiner, The Outsiders, et Jeff Jarrett formèrent une version « noir et argent » de la nWo fin 1999, mais cela ne dura que quelques mois. Le sobriquet de « Fingerpoke of Doom » devint alors très à propos, car l'évènement ridiculisa les storylines et ruina les efforts faits dans l'histoire de la nWo.
À cette époque de plus WCW développa une réputation de toujours préférer les méchants aux favoris des fans, quelles que soient les circonstances, ce que cet incident renforça, en particulier car Goldberg était perçu comme une vraie machine de guerre qui pouvait causer des problèmes à la nWo. Ce qui renforça cette perception est que Goldberg fut sans pitié et totalement tabassé par le groupe, puis tagué des lettres nWo sur le dos. Certains fans virent en cela le signe que Goldberg allait être enterré et oublié, ce qui les détourna de cette nWo reformée qui s'annonçait ennuyeuse.
L'évènement endommagea la crédibilité de la compagnie elle-même, qui ne présenta pas le match qui avait été annoncé (une revanche de Starrcade '98 entre Goldberg et Nash) ; en fait, plusieurs fois dans la soirée, l'équipe de commentateurs de la WCW parlèrent du fait qu'ils avaient un « vrai main-event » ce soir. Ce qui fut perçu comme une tentative malhabile de remplir le Georgia Dome pour l'émission de la soirée.
Enfin, on notera une incohérence dans le segment : Goldberg fut envoyé au commissariat par la police en voiture, et le voyage prit bien cinq minutes ; lorsqu'il en sortit, il lui a suffi de traverser la rue pour aller au Georgia Dome. Une occasion de plus de voir que la mise en scène de tout ceci n'était pas très recherchée.

## Critiques
Vince McMahon fit un jour une référence à cet incident, disant que le match Hogan-Nash méritait d'être présenté à WrestleMania ou Starrcade, ce qui aurait fait gagner des millions de dollars à la compagnie ; à la place la WCW choisit de mettre le match à Monday Nitro (sans compter le fait que ce match fut réduit à un simple élément scénaristique pour la réunion de la nWo).
Dans Wrestlecrap: The Very Worst of Pro Wrestling, RD Reynolds dit du match : « C'était fait. Les fans avaient été eus une fois de trop par la WCW et la nWo. Depuis ce jour de 1999, les indices d'écoute baissèrent graduellement pour cette compagnie ».
Après que cela soit arrivé, beaucoup de fans de catch sur Internet virent ceci comme un étalage vulgaire du pouvoir en coulisse, car il était connu des smarks que Hogan avait une clause de contrôle artistique sur son contrat et que Nash était un booker.
Cependant Nash dément avoir eu une influence sur la façon dont le match fut booké. Dans une interview avec RF Video, Nash dit que Goldberg est celui qui propagea la rumeur, et qu'il ne commença à être booker qu'en février 1999.

## Par la suite
Quand on le questionna à propos de l'incident du Fingerpoke, Kevin Nash répondit un jour « Si Hogan avait fait ce Fingerpoke à Goldberg, ça l'aurait tué ! », en référence à la propension de Goldberg à se blesser en faisant des choses routinières à cette époque. Nash prit la défense de cet incident en disant que de toute façon un match entre Nash et Hogan aurait été terrible.
Shawn Michaels fit une allusion à cet évènement en 2005 pendant sa rivalité avec Hulk Hogan (de même qu'à une de ses phrases fétiches, le « Whatcha gonna do... »), en disant :  « Hulk Hogan, whatcha gonna do when the Heartbreak Kid Shawn Michaels won't lay down for you? » (« Que feras-tu quand Shawn Michaels le Heartbreak Kid refusera de se coucher pour toi ? »).